# Anton Haunstrup
Jens Anton Haunstrup (4. juni 1862 i Varde – 11. januar 1926) var en dansk arkitekt, som primært er kendt for sin indsats inden for skolebyggeriet.
Han tegnede hos Ove Petersen og Ludvig Knudsen, studerede ved Kunstakademiets Arkitektskole og blev i februar 1892 ansat i stadsarkitekt i København Ludvig Fengers afdeling. Han blev i forvaltningen i 34 år; fra 1920 var han afdelingsarkitekt.
Om Anton Haunstrup skoler kan man læse mere i Ning de Coninck-Smith, For barnets skyld, byen, skolen og barndommen, 2000, s. 266-276.

## Værker
- Kappelborgskolen i Skagen (1899-1901, udvidet 1918)
- Kommunelærerindernes bygning, Mariendalsvej, Frederiksberg (1900)
- Valdemarskolen, Ringsted (1902)
- Østre Skole, Holbæk (1903, færdig i 1918)
- Villa Refugium, Forårsvej 12, Charlottenlund (1903, købt året efter af digteren Johannes Jørgensen)[2]
- Skodsborg Sanatorium (1906-07 og senere, ombygget)
- Stubbekøbing Skole, Stubbekøbing (1906-07)
- Rønne Skole, Rønne (1910)